# William Marshall (écrivain)
Pour les articles homonymes, voir William Marshall et Marshall.
William Marshall, né William Leonard Marshall en 1944 et mort en 2003, est un romancier  australien, auteur de roman policier.

## Œuvre

### Romans

#### SérieYellowthread Street
- Yellowthread Street (1975)
- The Hatchet Man (1976)
  -  Hong-Kong blues, Gallimard coll. « Super noire » no 95 (1978)  (ISBN 2-07-046095-9)
- Gelignite (1975)
- Thin Air (1977)
- Skulduggery (1979)
- Sci-fi (1981)
- Perfect End (1981)
- War Machine (1982)
- The Far Away Man (1984)
- Roadshow (1985)
- Head First (1986)
- Frogmouth (1987)
- Out of Nowhere (1988)
- Inches (1994)
- Nightmare Syndrome (1997)
- To the End (1998)

#### SérieManila Bay
- Manila Bay (1986)
- Whisper (1988)

#### SérieVirgil Tillman et Ned Muldoon
- New York Detective (1990)
- Faces in the Crowd (1991)

#### Autres romans
- The Fire Circle (1969)
- The Age of Death (1970)
- The Middle Kingdom (1971)
- Shanghai (1979)